# Anachronism
Anachronism é um misto de Jogo de tabuleiro e Card Game produzido pela Triking Games em parceria com o History Channel, onde o jogador controla um guerreiro histórico e/ou mitológico, como em um duelo de miniaturas e dados. No Brasil o jogo está na sua segunda edição editada pela Devir, mas já se encontram à venda as outras versões em inglês pela Internet.
A Revista de RPG, Dragão Brasil #121 veio com um Deck grátis cedido pela Triking Games, a fim de conseguir novos jogadores para o Card Game.